# Bundesstraße 94
Die Bundesstraße 94 (Abkürzung: B 94) ist eine deutsche Bundesstraße in Thüringen und Sachsen. Sie beginnt in Schleiz als Fortsetzung der Bundesstraße 2 und führt über Zeulenroda, Greiz und Reichenbach zur Bundesautobahn 72 und weiter durch das obere Göltzschtal nach Rodewisch, wo sie an der Bundesstraße 169 endet. Ihre Verkehrsbedeutung besteht insbesondere als Zubringer zu den Autobahnen A 9 und A 72 sowie für den Lokalverkehr zwischen den größeren Städten entlang der Straße.

## Verlauf
Die Bundesstraße 94 führt über 58 km von Schleiz (B 2) über Zeulenroda-Triebes, Greiz (B 92), Reichenbach (B 173) und Lengenfeld nach Rodewisch (B 169). Ende der 1990er Jahre wurde der Abschnitt von Lössau nach Weckersdorf begradigt und zum Teil mit Überholspuren versehen, ebenfalls neu trassiert wurde der Abschnitt zwischen Göttendorf und Naitschau. Im Jahr 2003 wurde das Teilstück zwischen Friesen und Reichenbach östlich der alten Trasse neu gebaut. Im Rahmen der Ortsumgehung Reichenbach wurde im Dezember 2007 eine kürzere Verbindung zur B 173 freigegeben. Die Reichsstraße 94 führte früher weiter nach Auerbach.